# Joshua Fought the Battle of Jericho
Joshua Fought the Battle of Jericho, auch Joshua Fit the Battle of Jericho, ist ein Spiritual. Es erinnert an die im Buch Josua (Jos 6 ) geschilderte Belagerung der stark befestigten kanaanäischen Stadt Jericho durch die aus Ägypten ausgezogenen Israeliten unter Führung Josuas und an den Einsturz der Stadtmauern beim Umschreiten mit der Bundeslade unter dem Klang der Widderhörner.

## Liedtext
Joshua Fought the Battle of Jericho
Refrain:

Joshua fought the battle of Jericho, Jericho, Jericho,

Joshua fought the battle of Jericho

and the walls came tumbling down.

1. Strophe:

You may talk about your man of Gideon,

you may talk about your king of Saul,

there's none like good old Joshua

at the battle of Jericho

2. Strophe:

Up to the walls of Jericho

he marched with spear in hand,

“Go blow them ram-horns” Joshua cried,

“’cause the battle is in my hand.”

3. Strophe:

Then the lamb ram sheep horns begin a blow,

trumpets begin a sound.

Joshua commanded the children to shout,

and the walls came tumbling down.
Text und Melodie dieses Stückes sind von der Gesellschaft für musikalische Aufführungs- und mechanische Vervielfältigungsrechte (GEMA) als gemeinfrei eingestuft worden. Wegen der Tradition der mündlichen Überlieferung von Spirituals existiert eine Vielzahl unterschiedlicher Versionen des Liedes.

## Übertragung des Textes in Deutsche
Josua schlug die Schlacht von Jericho
Refrain:

Josua schlug die Schlacht von Jericho, Jericho, Jericho,

Josua schlug die Schlacht von Jericho

und die Mauern stürzten polternd ein.

1. Strophe:

Ihr mögt von eurem Mann Gideon erzählen,

ihr mögt von eurem König Saul erzählen,

es gibt keinen wie den guten alten Josua

bei der Schlacht von Jericho.

2. Strophe:

Hinauf zu den Stadtmauern Jerichos

zog er mit dem Speer in der Hand.

„Los, blast die Sturmhörner,“ schrie Josua,

„denn die Schlacht ist in meiner Hand.“

3. Strophe:

Dann werden die Widderhörner geblasen,

Trompeten beginnen zu schallen.

Josua befahl den Kindern [Israels] zu schreien,

und die Mauern stürzten polternd ein.

## Erläuterungen zum Text
Gideon ist ein biblischer Richter (ab Ri 6 ). Saul war der erste König Israels (ab 1 Sam 9 ). Bei den Posaunen handelt es sich um Widderhörner, die auch als Schofar bekannt sind.

## Interpretationen
Das Lied wurde von zahlreichen Musikern wie dem Golden Gate Quartet, Mahalia Jackson, Hugh Laurie und Elvis Presley interpretiert.